# Nenad Novaković
Nenad Novaković (in serbo Ненад Hoвaкoвић?; Užice, 14 luglio 1982) è un ex calciatore serbo, di ruolo portiere.

## Carriera

### Club
Dopo varie esperienze nel campionato serbo ed in quello danese, durante il mercato di riparazione della stagione 2006/07 viene acquistato dalla Reggina, ma trova poco spazio a causa della promozione a portiere titolare di Andrea Campagnolo e diventa addirittura terzo portiere dietro Christian Puggioni.
Nella stagione 2007/08 è secondo portiere alle spalle di Campagnolo. La prima presenza ufficiale arriva al terzo turno di Coppa Italia, quando è titolare in Reggina-Piacenza 3-2 il 29 agosto 2007.

L'occasione per mettersi in luce arriva a dicembre 2007, quando, a causa di un infortunio di Campagnolo, gioca due volte da titolare, in Parma-Reggina 3-0 ed in Reggina-Catania 3-1 dove sul gol dei siciliani ha delle grosse responsabilità sulla punizione da 40 metri di Juan Manuel Vargas, dove nel tentativo di accartocciarsi per bloccare il pallone gli passa da sotto le gambe. Novaković gioca inoltre da titolare le tre gare di Coppa Italia  Reggina-Piacenza 3-2; Reggina-Inter 1-4 del 17 dicembre 2007 ed il ritorno a San Siro il 16 gennaio 2008, finito 3-0 per i nerazzurri, e un'altra partita di campionato, Reggina-Palermo 0-0 il 2 marzo 2008.
Il 4 agosto 2008 viene ceduto in prestito ai norvegesi dell'Aalesund (6 presenze), dopo aver giocato in tutto tre partite ufficiali con la Reggina. A gennaio 2009 si trasferisce a titolo definitivo al Nordsjælland, ritornando in Danimarca dove scenderà in campo 14 volte nella prima stagione e 11 nella seconda 2009-2010.

## Palmarès

### Club

#### Competizioni nazionali
- Coppa di Danimarca: 3

Odense: 2006-2007
Nordsjælland: 2009-2010, 2010-2011
- Coppa di Norvegia: 1

Aalesund: 2009
- Campionato ungherese: 1

Debrecen: 2011-2012
- Coppa d'Ungheria: 1

Debrecen: 2011-2012